# Świątynia Ludu

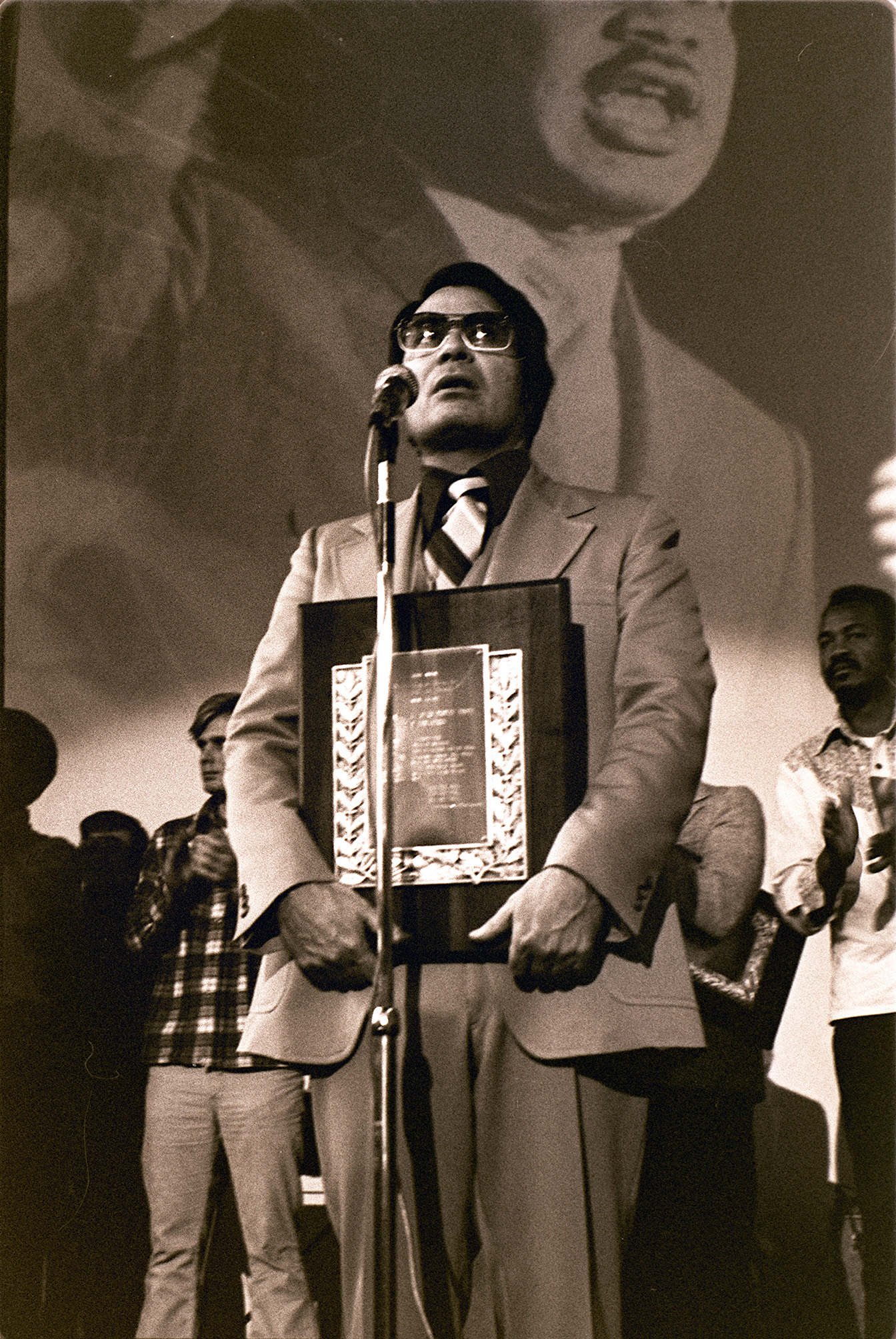
Jim Jones otrzymuje nagrodę Martina Luthera Kinga, Humanitarian Award w Glide Memorial Church w San Francisco, styczeń 1977.

Logo Świątyni Ludu

Świątynia Ludu (ang. Peoples Temple) znana również pod pełną nazwą Świątynia Ludu Uczniów Chrystusa (ang. Peoples Temple of the Disciples of Christ) – sekta religijna, założona przez Jamesa Jonesa w 1956 w Indianapolis i przeniesiona w 1965 do Kalifornii. W szczytowym okresie popularności do sekty należało około 30 tysięcy osób, dysponowała ona majątkiem ok. 15 mln dolarów, a jej przywódca Jim Jones dla wyznawców kultu stanowił bezwzględny autorytet moralny. Sekta upadła w wyniku zbiorowej śmierci ponad 900 osób (gł. amerykańskich członków sekty zmuszonych przez Jonesa do popełnienia samobójstwa) 18 listopada 1978 w ośrodku sekty w Gujanie.

## Historia
James Warren Jones urodził się w 1931 roku w Lynn (Indiana), niedaleko Indianapolis. Nie skończył żadnej szkoły, imał się różnych zajęć. Na początku lat 60. w rodzinnym mieście założył kilkudziesięcioosobową grupę Świątynia Ludu. Pod pozorem działalności charytatywnej zbierał fundusze dla swojej grupy. Tak umiejętnie obracał pieniędzmi, że wkrótce jego organizacja bardzo się wzbogaciła. Wraz z setką zwolenników Jones przeniósł się później do Redwood Valley w Kalifornii, by wreszcie (1972) osiąść w San Francisco. Twierdził, że jest Mesjaszem, otoczył się dwunastoma uczniami. Grupa stale powiększała się o nowych wyznawców, a wraz z nią rosły dochody, gdyż majątek każdego nowego członka stawał się automatycznie własnością guru. Przywódca Świątyni Ludu stał się tak popularny, że o jego poparcie zaczęli zabiegać politycy. Został przewodniczącym komisji mieszkaniowej w Radzie Miejskiej San Francisco. W połowie lat 70. Jonesa zaliczano do najważniejszych przywódców Kościołów i sekt w Stanach Zjednoczonych.
Życie w sekcie było nieustannie kontrolowane. Członkowie byli poddawani ciągłej inwigilacji i „praniu mózgu”. Za nieposłuszeństwo Jones nakazywał złożenie publicznej samokrytyki, a także wymierzał karę chłosty. Wykorzystywał swych ludzi do niewolniczej pracy.
Kiedy prawda o życiu w sekcie zaczęła przedostawać się na zewnątrz dzięki prasie, „wielebny” uznał, że trzeba na pewien czas wyjechać. W 1974 roku wykupił kawałek ziemi w dżungli w Gujanie i założył tam plantację, którą nazwał Jonestown (Miasto Jonesa).
Zainteresowanie prasy sektą Jonesa wzbudziło niepokój władz, które, dotąd przychylne grupie, zaczęły bacznie obserwować doniesienia mediów. Okazało się, że Jones torturuje członków wspólnoty, w tym małe dzieci. Jeśli dziecko na widok „wielebnego” nie uśmiechnie się w porę albo nie przywita nakazaną formułką („dzień dobry, ojcze, jaka radość widzieć ciebie”), jest poddawane w specjalnym pokoju elektrowstrząsom.
Rząd Stanów Zjednoczonych nie mógł jednak natychmiast zlikwidować kolonii w Gujanie, nie posiadając niezbitych dowodów łamania prawa. Jonestown było bowiem prywatną posiadłością poza granicami państwa. Sprawę badał wysłannik rządu, kongresmen Leo Ryan.

## Masakra z 18 listopada 1978

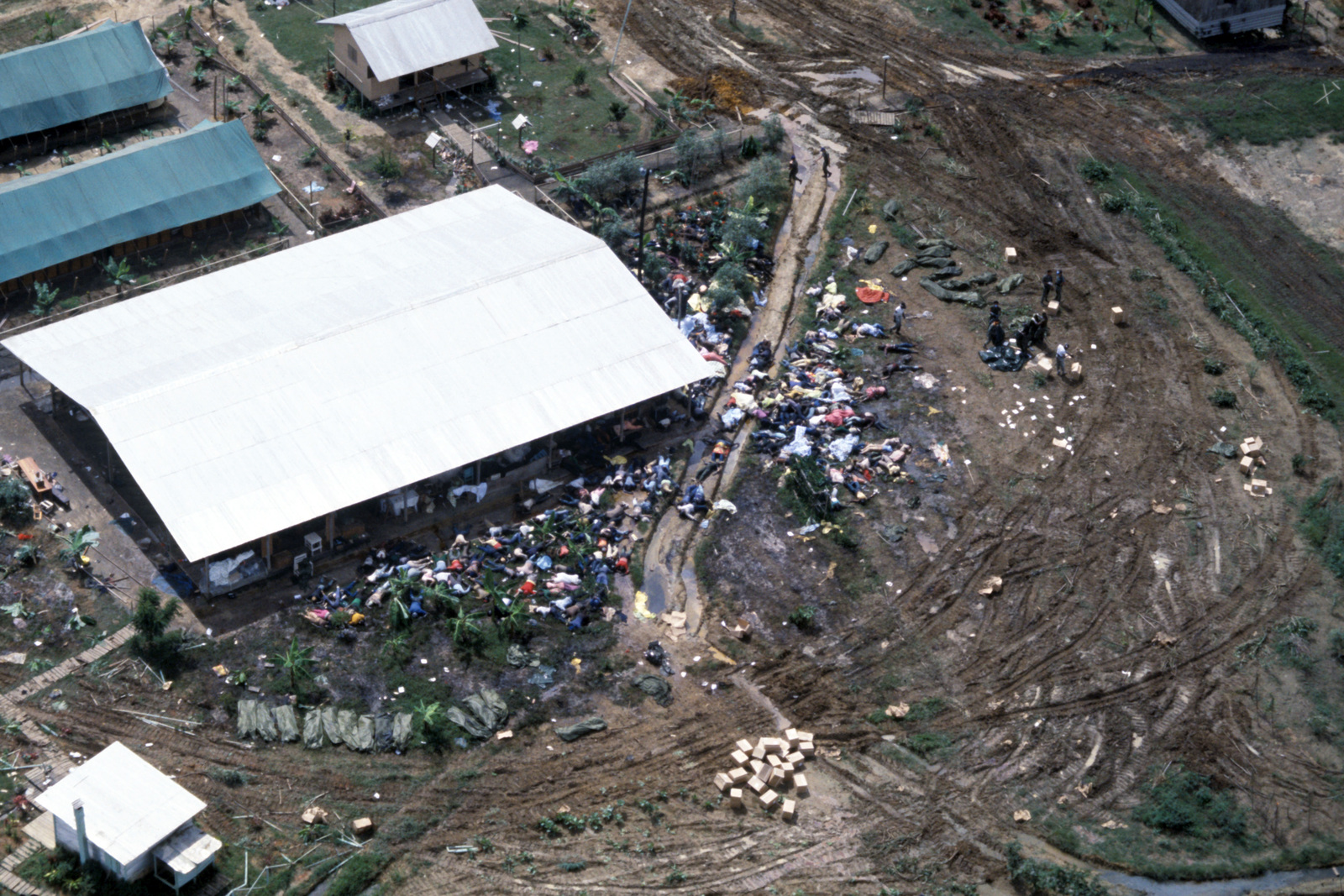
Ofiary tragedii w Jonestown.

18 listopada część członków Świątyni Ludu zgłosiła się do kongresmena, chcąc razem z nim wrócić do Stanów Zjednoczonych. Tuż przed powrotem, na pasie startowym lotniska w Port Kaituma, oddalonego od Jonestown o pięć kilometrów, Ryan, trzej towarzyszący mu dziennikarze oraz kilkoro uciekinierów, zostało zamordowanych strzałami z broni maszynowej.
Tymczasem w samym Jonestown 900 osób zażyło truciznę. Szczegóły zdarzenia nie są znane. Wiadomo tylko, że wokół siedziby sekty Jones rozstawił kordon uzbrojonych strażników. Ocalało kilkoro osób, którym w ogólnym zamieszaniu na początku „ceremonii” udało się ukryć, a potem wymknąć do dżungli. W Jonestown znaleziono 903 ciała. Wśród nich były zwłoki Jonesa, ale nie wypił on trucizny – zginął od strzału w głowę.
Razem z osobami zabitymi na lotnisku zginęło 918 ludzi. Być może w kolonii przebywało więcej osób, około 1200. Policja, która przybyła na miejsce tragedii, stwierdziła, że kasa pancerna, w której „wielebny” trzymał pieniądze, została rozbita.